# Río internacional
En derecho internacional, un río internacional o curso de agua internacional es un curso de agua que atraviesa o separa los territorios de dos o más Estados; de esta manera, el concepto puede agrupar tanto a los ríos transfronterizos como fronterizos.

## Tipos

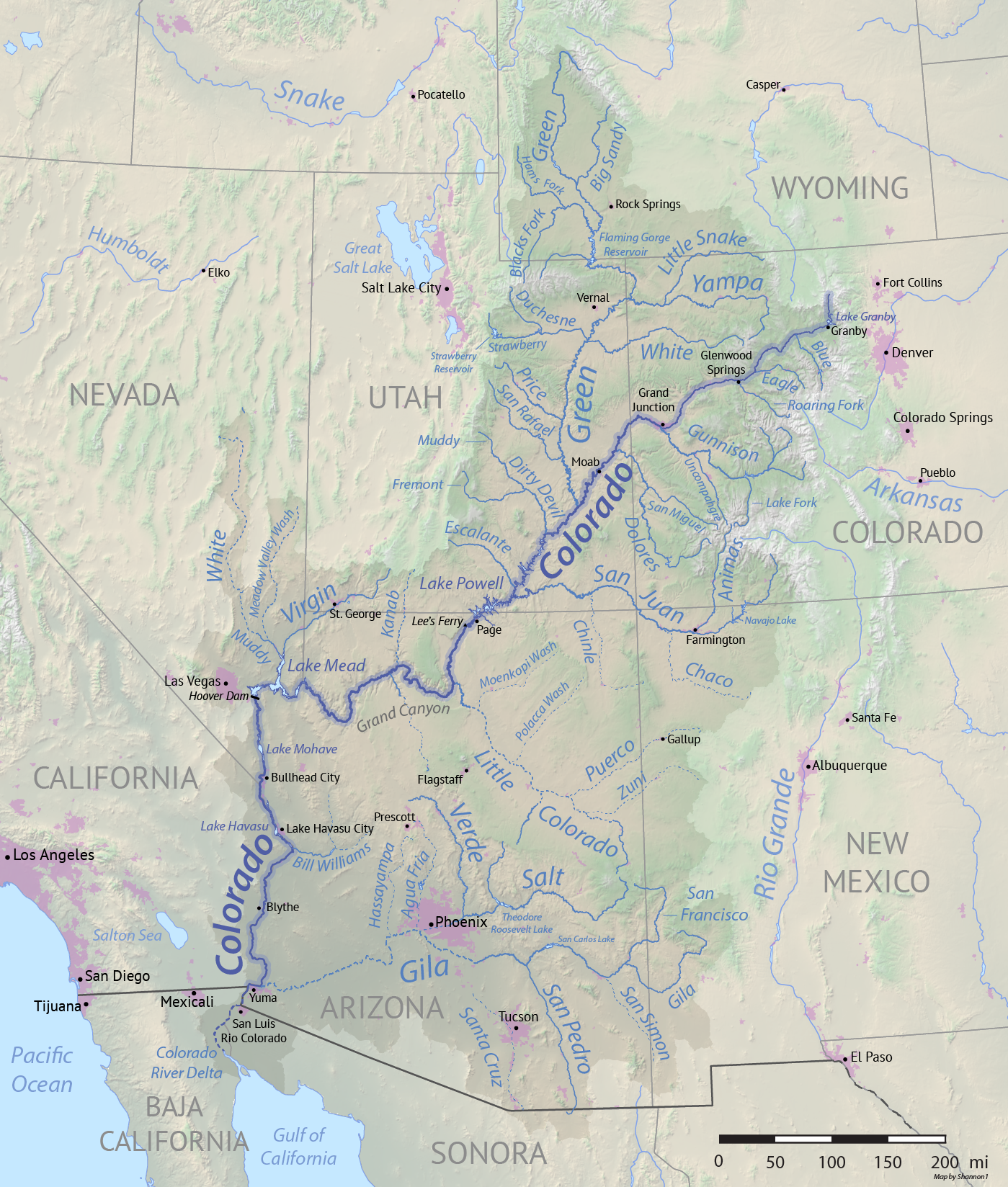
Mapa del río Colorado, que nace en Colorado, Estados Unidos y desemboca en Baja California, México.

### Ríos transfronterizos
Los ríos transfronterizos, también llamados sucesivos o ríos internacionales en sentido estricto, son aquellos que nacen en un Estado, atraviesan la frontera con otro, y fluyen por otro Estado.
Ejemplos de ríos sucesivos son el Ganges, que cruza India y Bangladés; el Danubio, que cruza Alemania, Austria, Eslovaquia, Hungría, Croacia, Serbia, Rumania, Bulgaria, Moldavia y Ucrania; el Colorado, que cruza Estados Unidos y México; y el Nilo, que cruza Uganda, Sudán del Sur, Sudán, Egipto, Ruanda, Tanzania, Kenia, Etiopía, Burundi, la República Democrática del Congo y Eritrea.

### Ríos fronterizos
Los ríos fronterizos, también llamados continuos o limítrofes, son aquellos que establecen el límite entre dos o más Estados. Un ejemplo de río limítrofe es el Río de la Plata, que divide Argentina y Uruguay a lo largo de todo su recorrido, o el río Bravo, que define el límite de gran parte de la frontera entre Estados Unidos y México.
Los ríos pueden compartir la calidad de transfronterizo y fronterizo; por ejemplo, el río Paraná, que nace en Brasil, luego se convierte en fronterizo entre ese país y Paraguay, y de este último con Argentina, o el río Tajo, que nace en España, establece el límite entre España y Portugal, y después recorre por Portugal hasta el océano Atlántico.